# Niwa Ryuhei
Niwa Ryuhei (丹羽 竜平 Ryūhei Niwa, sinh ngày 13 tháng 1 năm 1986 ở Isogo-ku, Yokohama) là một cầu thủ bóng đá người Nhật Bản hiện tại thi đấu cho SC Sagamihara.
Niwa trước đây thi đấu cho Vissel Kobe và Cerezo Osaka.

## Thống kê sự nghiệp câu lạc bộ
Cập nhật đến ngày 26 tháng 12 năm 2017.
| Thành tích câu lạc bộ | Thành tích câu lạc bộ | Thành tích câu lạc bộ | Giải vô địch | Giải vô địch | Cúp                   | Cúp                   | Cúp Liên đoàn | Cúp Liên đoàn | Tổng cộng | Tổng cộng |
| Mùa giải              | Câu lạc bộ            | Giải vô địch          | Số trận      | Bàn thắng    | Số trận               | Bàn thắng             | Số trận       | Bàn thắng     | Số trận   | Bàn thắng |
| Nhật Bản              | Nhật Bản              | Nhật Bản              | Giải vô địch | Giải vô địch | Cúp Hoàng đế Nhật Bản | Cúp Hoàng đế Nhật Bản | Cúp Liên đoàn | Cúp Liên đoàn | Tổng cộng | Tổng cộng |
| --------------------- | --------------------- | --------------------- | ------------ | ------------ | --------------------- | --------------------- | ------------- | ------------- | --------- | --------- |
| 2004                  | Vissel Kobe           | J1 League             | 8            | 0            | 1                     | 0                     | 2             | 0             | 11        | 0         |
| 2005                  | Vissel Kobe           | J1 League             | 11           | 0            | 0                     | 0                     | 1             | 0             | 12        | 0         |
| 2006                  | Vissel Kobe           | J2 League             | 40           | 1            | 1                     | 0                     | -             | -             | 41        | 1         |
| 2007                  | Cerezo Osaka          | J2 League             | 23           | 0            | 0                     | 0                     | -             | -             | 23        | 0         |
| 2008                  | Cerezo Osaka          | J2 League             | 16           | 0            | 0                     | 0                     | -             | -             | 16        | 0         |
| 2009                  | Vissel Kobe           | J1 League             | 3            | 0            | 0                     | 0                     | 4             | 0             | 7         | 0         |
| 2010                  | Sagan Tosu            | J2 League             | 33           | 0            | 1                     | 0                     | -             | -             | 34        | 0         |
| 2011                  | Sagan Tosu            | J2 League             | 28           | 2            | 0                     | 0                     | -             | -             | 28        | 2         |
| 2012                  | Sagan Tosu            | J1 League             | 33           | 0            | 1                     | 0                     | 1             | 0             | 35        | 0         |
| 2013                  | Sagan Tosu            | J1 League             | 33           | 1            | 3                     | 1                     | 1             | 0             | 37        | 2         |
| 2014                  | Sagan Tosu            | J1 League             | 33           | 1            | 2                     | 0                     | 3             | 0             | 38        | 1         |
| 2015                  | Sagan Tosu            | J1 League             | 19           | 0            | 4                     | 0                     | 2             | 0             | 25        | 0         |
| 2016                  | Sagan Tosu            | J1 League             | 0            | 0            | 0                     | 0                     | 2             | 0             | 2         | 0         |
| 2016                  | JEF United Chiba      | J2 League             | 18           | 1            | 2                     | 1                     | -             | -             | 20        | 2         |
| 2017                  | Kagoshima United FC   | J3 League             | 27           | 0            | 2                     | 0                     | -             | -             | 29        | 0         |
| Tổng cộng sự nghiệp   | Tổng cộng sự nghiệp   | Tổng cộng sự nghiệp   | 325          | 6            | 17                    | 2                     | 16            | 0             | 358       | 8         |